# Tomopterus obliquus
Tomopterus obliquus là một loài bọ cánh cứng trong họ Cerambycidae.